# おひつじ座ゼータ星
おひつじ座ζ星（おひつじざゼータせい、ζ Arietis、ζ Ari）は、おひつじ座にある恒星である。見かけの等級は4.89で、暗いが肉眼でみることができる。年周視差に基づいて計算した太陽からの距離は、およそ255光年である。

## 特徴
おひつじ座ζ星は、A型主系列星で、スペクトル型はA1 Vと分類される。おひつじ座ζ星は、自転速度が速く、約133km/sと推定される。おひつじ座ζ星の表面温度は、およそ9,500Kで、スペクトル型が示す典型的な値であり、光球面は白色に輝いている。

## 名称
アメリカのアマチュア博物学者アレンによれば、おひつじ座δ星、おひつじ座ε星、おひつじ座ρ星からなるアラビアの月宿al-buṭain（ألبطين、アラビア語で「小さな腹」）を、ビールーニーはおひつじ座π星とおひつじ座ζ星からなる、としていた。ジェット推進研究所の技術報告に掲載された“A Reduced Star Catalog Containing 537 Named Stars”には、固有名「ボテイン」のおひつじ座δ星の他に、4つの恒星（π、ρ、ε、ζ）にAl Butainの名前が付けられ、おひつじ座ζ星はAl Butain IVとなっている。
中国ではおひつじ座ζ星は、天陰（拼音: Tiān Yīn）という星官を、おうし座13番星、おひつじ座τ星、おひつじ座δ星、おひつじ座66番星と共に形成する。おひつじ座ζ星自身は、天陰二（拼音: Lóu Su èr）つまり天陰の2番星と呼ばれる。